# Туркестанская златогузка
Туркестанская златогузка (лат. Euproctis kargalika) — бабочка из подсемейства волнянок. Долгое время вид был известен с ошибочными написаниями видового названия: Euproctis karghalica (Kirby, 1892; Strand in Seitz, 1910; Кожанчиков, 1950; Матов in Синёв (ред.), 2008) и Porthesia kargalica (Staudinger, Rebel, 1901). Является одним из вредителей плодовых и декоративных пород древесной и кустарниковой растительности в горных и предгорных районах Средней Азии — гусеницы повреждают яблоню, грушу, айву, персик, абрикос.

## Описание
Размахе крыльев до 35—40 мм. Крылья белого цвета с 6—8 желтоватыми пятнами. На конце брюшка у самок имеется густой пучок оранжево-желтых волосков. Иногда встречаются бабочки с белыми крыльями с округлым чёрным пятном на них.

## Ареал
Впервые открыт на территории Кашгарии из Каргалыка (Yèchéng, или Qaghiliq). Распространён в предгорьях и горах Северного Ирана, Афганистана, Средней Азии и западного Памира (Хорог) до Джунгарского Алатау и китайского Синьцзяна, в Таджикистане, почти по всей территории Казахстана, включая Сайхинский район Западно-Казахстанской области на западе и долину реки Иртыш и Южный Алтай на востоке; а также в Южно-Западносибирском регионе в степных и лесостепных районах Омской области, Новосибирской области и Алтайского края. На территории России вид впервые обнаружил Г.С.Золотаренко в 1953 году на территории Алтайского края при исследовании энтомофауны лесополос.

## Биология
Лёт бабочек проходит в июне-июле. После спаривания самки откладывают яйца на нижнюю сторону листьев, реже — на ветки и стволы кормовых растений гусениц. Самка прикрывает отложенные яйца золотистыми волосками с конца брюшка. Стадия яйца длится 2—3 недели. Отрождающиеся гусеницы зеленовато-желтые, волосатые. По мере взросления гусеницы становятся серовато-черные с двумя рядами красноватых бородавок на спине с пучками буроватых либо жёлтых волосков, а на конце тела появляются два больших оранжевых пятна. Потревоженная гусеница из выделяется ядовитая жидкость из оранжевых пятен на конце брюшка. Она застывает потом на волосках в виде порошка. Волоски на теле гусеницы очень легко обламываются и, при попадании на кожные покровы человека вызывают их сильное раздражение и локальное покраснение. Длина взрослых гусениц достигает 35 мм. В ранних возрастах гусеницы объедают верхнюю кожицу листа, оставляя нетронутыми жилки — скелетируют листья. По мере взросления гусениц характер поедания ими листьев изменяется, они начинают объедать листовую пластинку с краёв. Зимуют гусеницы 2—3 возрастов в зимних гнездах, сооружённых из пяти-семи листьев, покрытых слоем шелковины. Гнезда крепятся на концах или в развилках ветвей. Гнездо может состоять из несколько камер, в каждой из которых зимует группа гусениц. Обычно в одном гнезде живут до 200—300 гусениц. Весной следующего года при распускании почек, гусеницы выходят из гнёзд и питаются сперва почками, а затем листьями, объедая их. Окукливаются в мае—июне. Коконы находятся между листьями, стянутыми шелковинными нитями, в развилках ветвей и на коре. Стадия куколки 2-3 недели.